# Attentat de Mogadiscio du 28 décembre 2019
Pour les articles homonymes, voir Attentat de Mogadiscio.
L'attentat de Mogadiscio du 28 décembre 2019 a lieu lors de la guerre civile somalienne.

## Déroulement
Le matin du 28 décembre 2019, un camion piégé explose à proximité du poste de contrôle « Ex-Control » à un carrefour du sud-ouest de Mogadiscio, la capitale de la Somalie,. Le lieu de l'attaque est une zone très fréquentée en raison de la présence du  poste de sécurité et d'un centre des impôts.

## Revendication
Le Harakat al-Chabab al-Moudjahidin revendique l'attaque le 30 décembre. Le groupe déclare avoir ciblé « un convoi de mercenaires turcs et les miliciens apostats qui les escortaient ». Il présente aussi pour la première fois ses excuses pour les victimes civiles : « Nous sommes vraiment désolés pour les pertes infligées à notre société musulmane somalienne et nous présentons nos condoléances aux musulmans qui ont perdu leur vie, ont été blessés ou ont vu leurs biens détruits ».

## Bilan humain
Le directeur du service privé d'ambulances Aamin Ambulance, Abdukadir Abdirahman Haji, annonce un bilan d'au moins 76 morts et 70 blessés. L'agence Reuters indique pour sa part que le bilan est de plus de 90 morts selon une organisation internationale qui n'a pas souhaité être identifiée. 
Le 30 décembre, le ministère somalien de l'Information annonce un bilan d'au moins 81 tués,. Environ 150 blessés sont également recensés. 
Parmi les victimes figurent 16 étudiants de l'Université du Benadir et deux ressortissants turcs.